# Isla Agrigan
Isla Agrigan (en inglés: Agrigan Island) es el nombre de una pequeña isla que forma parte geográficamente del archipiélago de las Marianas en el Océano Pacífico, pero que políticamente pertenece al territorio estadounidense de Guam.
Se localiza en las coordenadas geográficas 13°14′46″N 144°42′51″E / 13.24611, 144.71417 en la costa sur de la isla principal de Guam, conectándose a tierra firme a través de la Barrera de Coral de Merizo (Merizo Barrier Reef.) No debe confundirse con la isla Agrihan en las Islas Marianas del Norte.